# Siluropelta recta
Siluropelta recta är en ringmaskart som beskrevs av Alfred Eisenack 1981. Siluropelta recta ingår i släktet Siluropelta, klassen havsborstmaskar, fylumet ringmaskar och riket djur. Inga underarter finns listade i Catalogue of Life.